# Černovice (Plzeň)
Černovice é uma comuna checa localizada na região de Plzeň, distrito de Domažlice.